# Sipadan
Sipadan (Pulau Sipadan) es una isla perteneciente a Malasia situada en el mar de Célebes al este de Borneo. Forma parte del estado federado malasio de Sabah. Esta isla alcanzó notoriedad por el secuestro de Abu Sayyaf en el año 2000 en el que algunos turistas extranjeros fueron secuestrados por terroristas islamistas. 

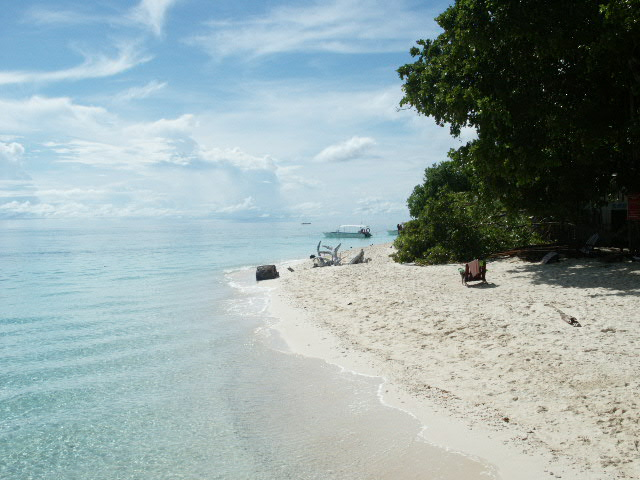

## Fauna
Sipadan es conocida como zona de buceo. La riqueza de su vida marina es enorme e incluye tiburones de arrecife, barracudas, peces loro cototo verde, mantarrayas, rayas águila, tiburones martillo y tiburones ballena. Además pueden avistarse tortugas verdes y carey en grandes cantidades.
Las zonas de buceo más importantes de Sipadan son:
| - Barracuda Point - Coral Garden - The Drop Off | - Hanging Gardens - Sipidan Midreef - South Point | - Staghorn Crest - Turtle Cavern - Whitetip Avenue |

En 2004, la isla fue declarada reserva natural y se clausuró la estación turística (resort) existente. Las estaciones turísticas más cercanas se encuentran en las vecinas islas de Mabul o Kapalai. Desde entonces, la isla sólo puede visitarse durante el día por un número limitado de personas y ya no se permite pernoctar en ella. Asimismo, se ha limitado el acceso a gran parte de la isla. Tan sólo está habitado por un pequeño destacamento del ejército y de la policía.